# Оттава (Огайо)
Оттава (англ. Ottawa) — посёлок в США штате Огайо, административный центр округа Патнам.

## Демография
По переписи 2010 года, население составляло 4460 человек, что на 93 человека (2,1 %) больше, чем в 2000 году.
| Группа           | 2000.         | 2010.         |
| белые            | 3994 (91,5 %) | 3927 (88,0 %) |
| афроамериканцы   | 12 (0,3 %)    | 37 (0,8 %)    |
| азиаты           | 19 (0,4 %)    | 14 (0,3 %)    |
| латиноамериканцы | 321 (7,4 %)   | 461 (10,3 %)  |
| Всего            | 4367          | 4460          |